# سيرجيو غوزمان
سيرجيو غوزمان (بالإسبانية: Sergio Guzmán)‏ هو عداء سريع تشيلي، ولد في 20 يونيو 1924.

## وصلات خارجية
- سيرجيو غوزمان على موقع الاتحاد الدولي لألعاب القوى (الإنجليزية)
- سيرجيو غوزمان على موقع اللجنة الأولمبية الدولية (الإنجليزية)
- سيرجيو غوزمان على موقع أوليمبيديا (الإنجليزية)